# Egg & Egli
Egg & Egli (также известен как Egg, Excelsior, Moser и Semag) — автомобиль, выпускавшийся в раннюю эпоху автомобилестроения швейцарским производителем Automobilfabrik Zürich Egg & Egli. Производство продолжалось с 1896 по 1919 года в Цюрихе.
Автомобильный инженер Рудольф Эгг построил первый прототип в 1893 году. Это был трёхколёсный автомобиль с запасным колесом позади. Он оснащался одноцилиндровым двигателем от De Dion-Bouton мощностью 3 лошадиные силы. В 1896 году Эггом и его партнёром банкиром Эгли была основана компания Automobilfabrik Zürich Egg & Egli. В 1899 году производство было приостановлено, вместо него появился четырёхколёсный автомобиль с заднемоторной компоновкой, который выпускался компанией до 1904 года
В 1904 году Эгг покинул компанию и основал свою — Motorwagenfabrik Excelsior. Там он продолжил выпускать автомобиль и даже создал первый швейцарский авиационный двигатель. Автомобиль выпускался до 1919 года, после чего из-за финансовых проблем Эгг стал дилером Renault.
Автомобиль, кроме того, также выпускался под лицензией компаниями:
- Bächtold & Co из Штекборна (трёхколёсная модель в 1898 году)
- Zürcher Patent-Motorwagen-Fabrik Rapid из Цюриха (трёхколёсная модель в 1899-1900 годах)
- Weber & Cie. из Устера (трёхколёсная модель в 1899-1900 годах)